# Manuel Fraijó
Manuel Fraijó Nieto (Guadalcázar, Córdoba, España, 1941) es un teólogo y filósofo español, doctor en Filosofía y Teología, discípulo y amigo de grandes pensadores en el ámbito de la teología y la filosofía, como Karl Rahner, Wolfhart Pannenberg, Hans Küng, Jürgen Moltmann y Johann Baptist Metz en Europa, y José Luis López Aranguren y José Gómez Caffarena en España.

## Datos biográficos
Manuel Fraijó nació en Guadalcázar (Córdoba, España) en 1941. Fue jesuita y sacerdote católico. Realizó sus estudios de Filosofía y Teología en las Universidades de Innsbruck (Austria), Münster y Tubinga (Alemania). Es doctor en ambas disciplinas. Durante sus estudios en Alemania fue alumno de Karl Rahner, Hans Küng, Walter Kasper, Jürgen Moltmann, Johann Baptist Metz y Wolfhart Pannenberg. Walter Kasper avaló su tesis doctoral. Colaboró en el volumen de homenaje a Hans Küng, titulado Hans Küng. Neue Horizonte des Glaubens und Denkens (Ed. Piper, Munich, 1993) con un estudio cuyo título es “Exégesis y dogma: una reconciliación necesaria”. El volumen está dedicado a H. Küng en su 65 cumpleaños. 
Fraijó es doctor en Teología y Filosofía por la Universidad de Tubinga (Alemania) desde 1975.
Cuando la Congregación para la Doctrina de la Fe de la Iglesia católica, bajo Juan Pablo II, apartó a Hans Küng de la docencia en facultades de teología católicas en 1979, Fraijó se manifestó públicamente al lado de Küng. A raíz de estas disensiones, Manuel Fraijó acabó dejando la enseñanza de la teología. Más tarde solicitó a Roma su secularización como sacerdote, lo cual le apartó del ejercicio pastoral.
Antes de apartarse de la teología católica, fue profesor de teología fundamental en la Universidad Pontificia Comillas y en la Facultad de Teología de la Universidad de Granada. Impartió, además, como profesor invitado algunos cursos de filosofía y teología en la Pontificia Universidad Católica de Chile. Más tarde decidió trabajar en ética y ciencias de las religiones, pero en el seno de universidades estatales españolas.
Actualmente es catedrático emérito (por edad) de Filosofía de la Religión e Historia de las Religiones en la Universidad Nacional de Educación a Distancia (UNED). Con motivo de su jubilación se publicó el libro homenaje: "Pensando la religión. Homenaje a Manuel Fraijó", editado por Trotta y la UNED en 2013 Ha sido director del Departamento de Filosofía y Filosofía Moral y Política. En 2003 fue nombrado Decano de la Facultad de Filosofía de la misma Universidad.
Es miembro de la Sociedad Española de Ciencias de las Religiones, así como de los consejos editoriales de varias revistas de Filosofía como Intersticios, Filosofía/Arte/Religión (Universidad Intercontinental de México) y de Endoxa (de la UNED).
Es articulista colaborador habitual del diario "El y de la revista Humano, creativamente humano.

## Pensamiento filosófico-teológico

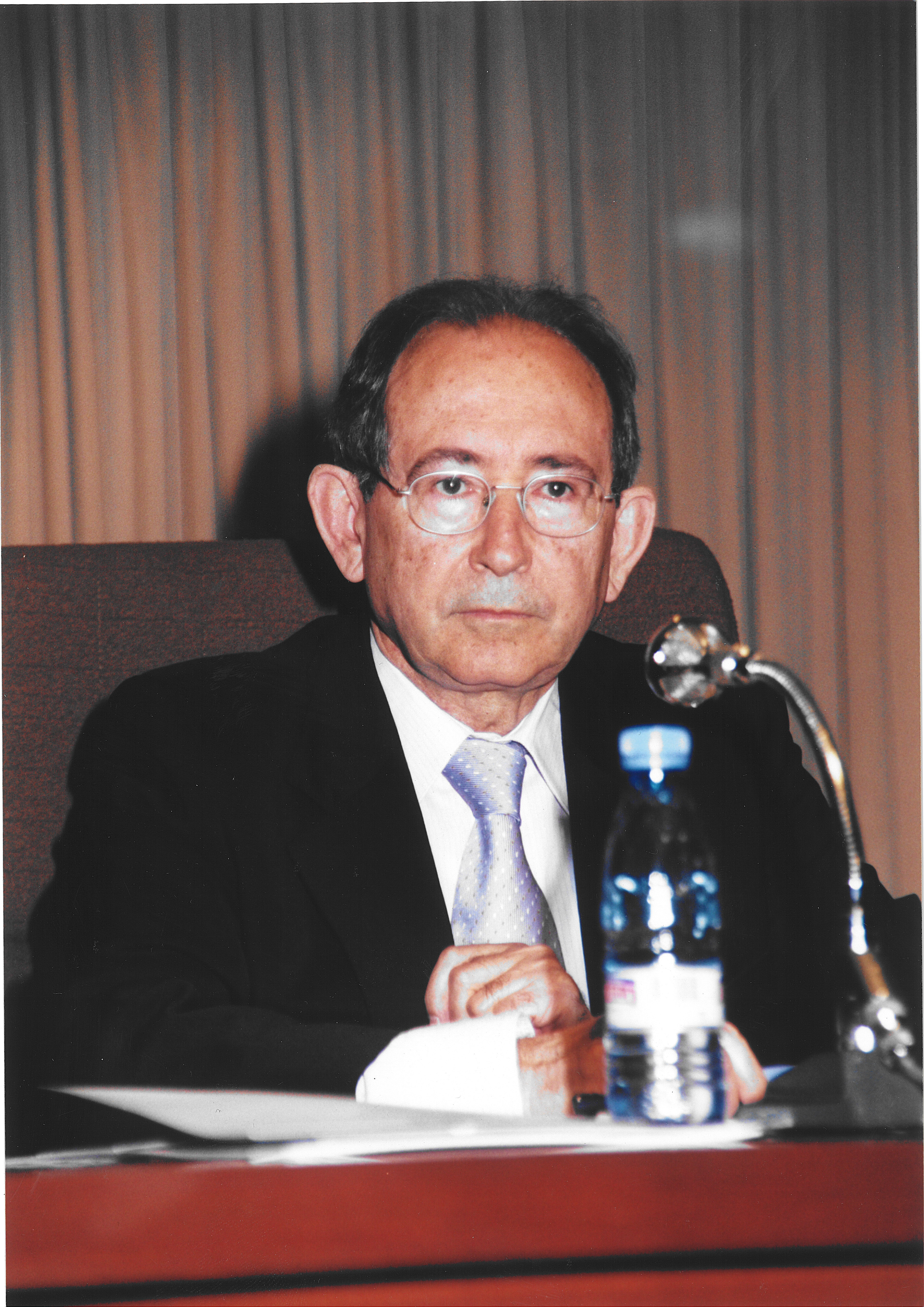
Durante una conferencia.

El pensamiento de Manuel Fraijó aúna desde el principio teología y filosofía en una lograda síntesis de mutua interpelación y de una gran fecundidad.
Su carrera arranca con la cuestión del sentido en la Historia, materia de su tesis doctoral, que condensa en su obra El sentido de la historia. Introducción al pensamiento de W. Pannenberg (1986) y tema que se convertirá en cuestión de fondo, permanente y abierta, de su ya larga reflexión a la vista del problema del mal y del sufrimiento en el mundo, del destino de las víctimas. Se trata de una cuestión que atraviesa por eso las mejores páginas de su obra, especialmente de Realidad de Dios y drama del hombre (1986) y Dios, el mal y otros ensayos (2004), y a la que trata de dar respuestas no estereotipadas, respuestas que generen sentido, y con él esperanza, aún fragmentada, como reza el título de su libro Fragmentos de esperanza (1992).
En estrecha relación con esta cuestión central e inquietante, su pensamiento se ha interesado intensamente por la figura y el mensaje de Jesús de Nazaret, así como por el cristianismo, el movimiento que puso en marcha la memoria de su vida entregada y la fe en su resurrección. Buscando una presentación alejada de lo convencional y huir de dogmatismos, Fraijó busca el núcleo esencial del mensaje, la palabra de sentido que pueda arrojar luz sobre la existencia dañada de los humanos.
Y esa misma búsqueda es la que le ha impulsado igualmente a bucear con la razón, con una razón crítica y cordial a la vez, en los entresijos del Hecho Religioso, en su larga y rica, sumamente variada y compleja historia, en su densa naturaleza y dimensiones y en sus no menos ricas y complejas relaciones con la sociedad, la ciencia, la cultura en general. Y siempre con idéntico talante: Manuel Fraijó amasa su pensamiento en un diálogo permanente, crítico y fecundo, de fe y razón, de teología y filosofía, de cristianismo e ilustración, en conversación con lo mejor de la gran tradición de pensamiento teológico y filosófico, que conoce ampliamente. Su pensamiento constituye por tanto un vigoroso ejercicio de Filosofía de la Religión.
Su filosofía de la religión aborda directamente los temas de más enjundia de cualquier filosofía de la religión que se precie: el enigma y el misterio de Dios o la fe en la resurrección del crucificado. Siempre lejos de toda dogmática cerrada y de toda apologética barata y a la vez con sumo cuidado de que el diálogo entre fe y razón, entre teología y filosofía, no degenere en cesiones superficiales, en pérdida de la identidad de una o de la autonomía de la otra.
Siempre ha manifestado preocupación e interés, intensificados en los últimos tiempos, por las manifestaciones patológicas del fenómeno religioso: el fundamentalismo y la violencia. El pensamiento de Fraijó opina que el hecho religioso en general, y los monoteísmos en particular, están cargados de sentido y a la vez amenazados por el sinsentido. El filósofo trata de sacar a la luz el primero y de impedir que se abra camino el segundo.

## Obras
- Das Sprechen von Gott bei W. Pannenberg (Tesis doctoral, Tübingen, 1976)
- Realidad de Dios y drama del hombre (Fundación Santa María, Madrid, 1985)
- El futuro del cristianismo (Ediciones SM, Madrid, 1985)
- Jesús y los marginados. Utopía y esperanza cristiana (Cristiandad, Madrid, 1985)
- El sentido de la historia. Introducción al pensamiento de W. Pannenberg (Cristiandad, Madrid, 1986)
- Fragmentos de esperanza (Verbo Divino, Estella, 1992; 3ª ed., 2012 –traducido al portugués–)
- Satán en horas bajas (Sal Terrae, Santander, 1993 –traducido al portugués–)
- Cristianismo e Ilustración: homenaje al Profesor José Gómez Caffarena en su setenta cumpleaños (con Juan Masiá Clavel) (Universidad Pontificia de Comillas, Madrid, 1995)
- El Cristianismo. Una aproximación (Trotta, Madrid, 1997; 2ª ed., 2000 con nuevo prólogo y un apéndice sobre “El futuro del cristianismo”, –traducido al portugués–)
- A vueltas con la religión (Verbo Divino, Estella, 1998; 6ª ed., 2012)
- Dios, el mal y otros ensayos (Trotta, Madrid, 2004; 2ª ed., 2006)
- Fundamentalismo y violencia (ed.) (UNED, Centro Asociado de Córdoba, 2004)
- Filosofía de la Religión. Estudios y textos (ed.) (Trotta, Madrid, 1994, 3ª ed., con nuevo prólogo breve, 2005; 4ª ed., 2010).
- Avatares de la creencia en Dios (Trotta, Madrid, 2016)
- Semblanzas de grandes pensadores (Trotta, Madrid, 2020)

Manuel Fraijó ha colaborado en los siguientes libros y revistas:
- “Religión y Dios”, en AA.VV., ¿Hay lugar para Dios hoy? (PPC, Madrid, 2005, pp. 208-238)
- “Religión y ética en conflicto”, en L. Montiel y M. García (eds.) en Pensar el final: la eutanasia. Éticas en conflicto (Ed. Complutense, Madrid, 2007, pp. 171-193)
- “El mal: así lo afronta el cristianismo”, en Javier Muguerza y Yolanda Ruano (eds.) Occidente: razón y mal (Fundación BBVA, Madrid, 2008, pp. 25-60)
- “Teología y vida eterna: la vida y el más allá”, en AA.VV. Teología de la vida: comienzo y final (PPC, Madrid, 2009, pp. 270-308)
- “Del catolicismo intimista al cristianismo heterodoxo”, en Aranguren. Filosofía en la vida y vida en la filosofía (Ed. Sociedad Estatal de Conmemoraciones Culturales/Instituto de Filosofía del CSIC, Madrid, 2009, pp. 133-161)
- “¿Es posible una espiritualidad laica más allá de las religiones?”, en Nueva Espiritualidad Liberadora para otro Mundo Posible (VII Congreso Trinitario Internacional, Córdoba, 2010, pp. 233-243), “Del catolicismo al cristianismo. Reflexión sobre el itinerario religioso de José L. L. Aranguren”.
- Prólogo al libro de Aranguren, La crisis del catolicismo, Colección “Grandes Pensadores Españoles” (Ed. Planeta, Barcelona, 2011, pp. 9-43).
- “Interrogantes cristianos sobre el enigma del mal”, en AA.VV., Los rostros del mal (Instituto Universitario de Ciencias de las Religiones, UCM, Ed. Khaf, Madrid, 2010, pp. 257-298).
- “Esperanza y trascendencia en Pedro Laín”, en “Intersticios. Filosofía, arte, religión” (México, año 15, núm. 32, enero-junio de 2010, pp. 129-147)
- “Hans Küng: trayectoria y obra”, Laudatio en el Solemne Acto de Investidura como Doctor honoris causa del profesor Hans Küng (UNED, Madrid, 27 de enero de 2011)
- “Espiritualidad y política”. Entrevista en “Espiritualidad y política en tiempos de turbación” (revista ÉXODO, n.º 115, octubre de 2012, pp. 14-25), ¿Religión sin Dios? I) Hegemonía teocéntrica: la religión a la sombra de Dios. II) Auge de las religiones: el eclipse de Dios
- “XXI Conferencias Aranguren” (revista ISEGORÍA, n.º 47, 2012, pp. 381-419).